# Pico Korzhenevskoi
O Pico Korzhenevskoi ou Pico Korzhenevskaya é uma montanha localizada na província de Gorno-Badakhshan, no leste do Tajiquistão, erguendo-se a uma altitude de 7105 metros, proeminência de 1650 m, e isolamento de 11,62 km. É a terceira montanha mais alta do Pamir, na Cordilheira do Himalaia. Fica apenas a 13 km a norte do mais alto Pico Ismail Samani.
No tempo da União Soviética esta montanha era uma das cinco que era necessário escalar para receber o título honorífico de Leopardo das Neves.
Devido à transliteração, o seu nome aparece grafado de várias maneiras, como Korzhenevski, Korzhenevskoi, e Korzhenievsky.